# Bethencourtia
Bethencourtia är ett släkte av korgblommiga växter. Bethencourtia ingår i familjen korgblommiga växter.
Kladogram enligt Catalogue of Life:
| Bethencourtia | \| \| Bethencourtia hermosae \| \| \| \| \| \| Bethencourtia palmensis \| \| \| \| \| \| Bethencourtia rupicola \| \| \| \| |
|               | \| \| Bethencourtia hermosae \| \| \| \| \| \| Bethencourtia palmensis \| \| \| \| \| \| Bethencourtia rupicola \| \| \| \| |
|               | Bethencourtia hermosae |
|               | |
|               | Bethencourtia palmensis |
|               | |
|               | Bethencourtia rupicola |
|               | |

## Bildgalleri

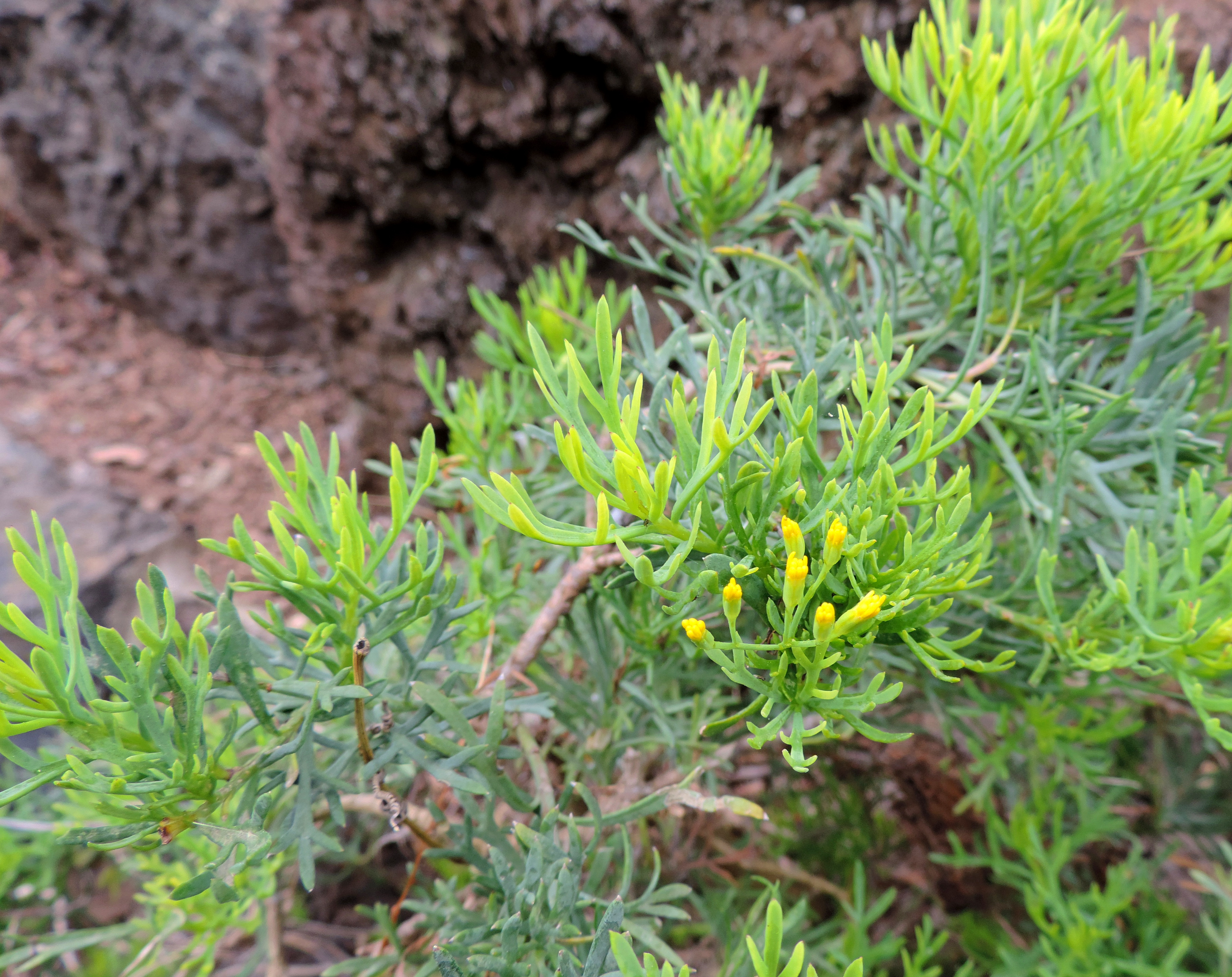